# Kajmakčalan
O Kajmakčalan (Kaimakchalan) ou Voras, Kaimaki, ou Kaimaktsalan (em grego:  Καϊμακτσαλάν ou Καϊμάκι ou Βόρας, em macedônio/macedónio:  Каjмакчалан) é uma montanha nos Montes Voras, sobre a fronteira Grécia-Macedónia do Norte. A sua altitude é de 2521 m
É o terceiro pico mais alto da Grécia depois do Monte Olimpo e do Monte Smolikas, e o quinto mais alto da Macedónia do Norte.

## Na Primeira Guerra Mundial
Durante a Primeira Guerra Mundial, em setembro de 1916, a Batalha de Kajmak-alan teve lugar no Kajmakčalan. Este cume foi um ponto importante na frente macedónia durante a Grande Guerra, onde em 1918 as tropas franco-sérvias lançaram uma grande ofensiva que forçou a Bulgária a capitular. Depois disso, a frente dos Balcãs entrou em colapso, a Áustria-Hungria e o Império Otomano (cuja ligação ferroviária com os recursos alemães fora cortada) também capitularam. Hoje ainda vemos restos desta batalha: ossos, conchas, granadas, bunkers e trincheiras.
Uma capela ortodoxa sérvia é dedicada aos soldados caídos no Kaimaktsalan; cerca de 40 metros abaixo da capela há um ossário onde os ossos encontrados na montanha são recolhidos.

## Galeria

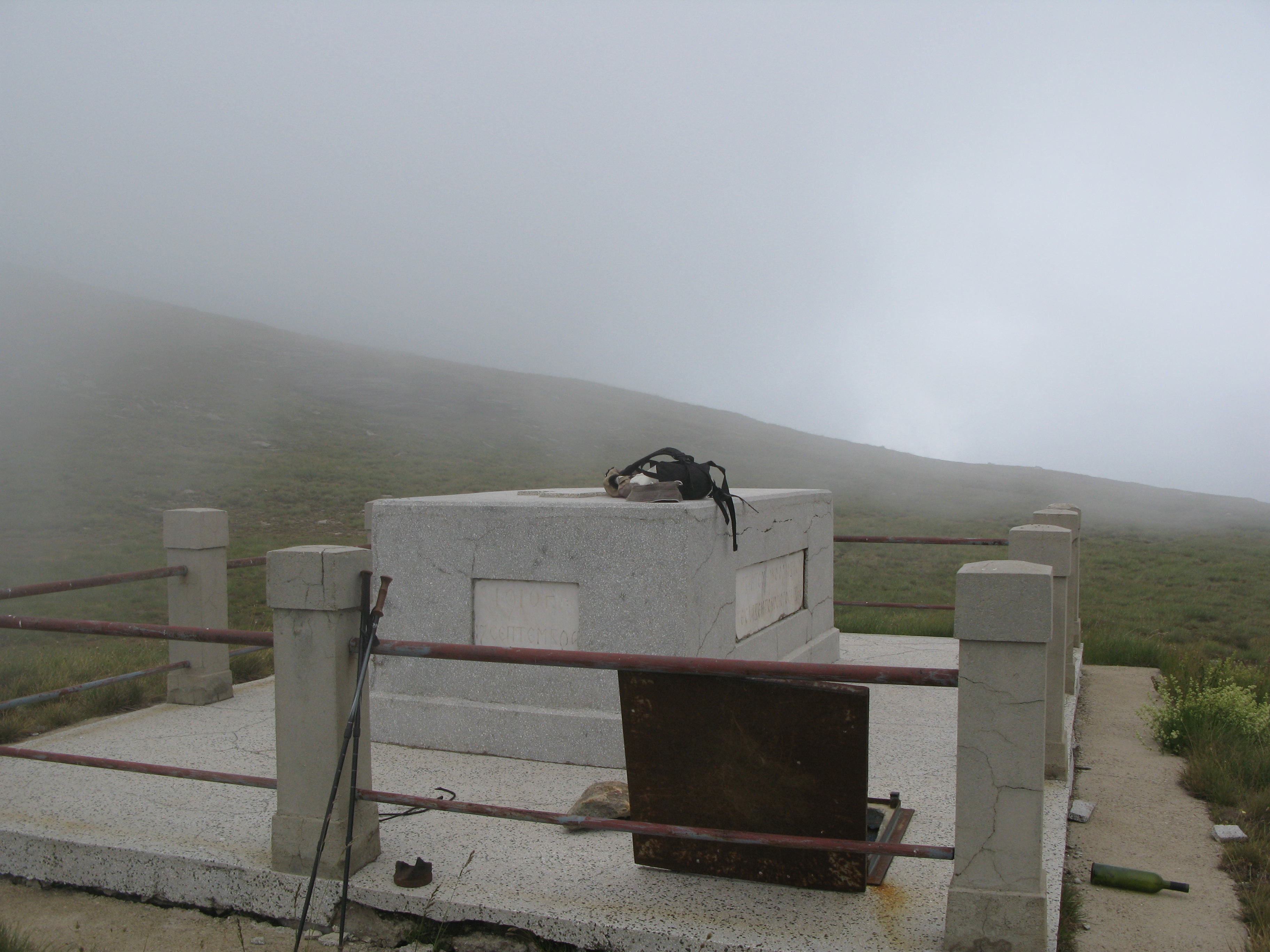
Túmulo onde os ossos dos soldados caídos são recolhidos
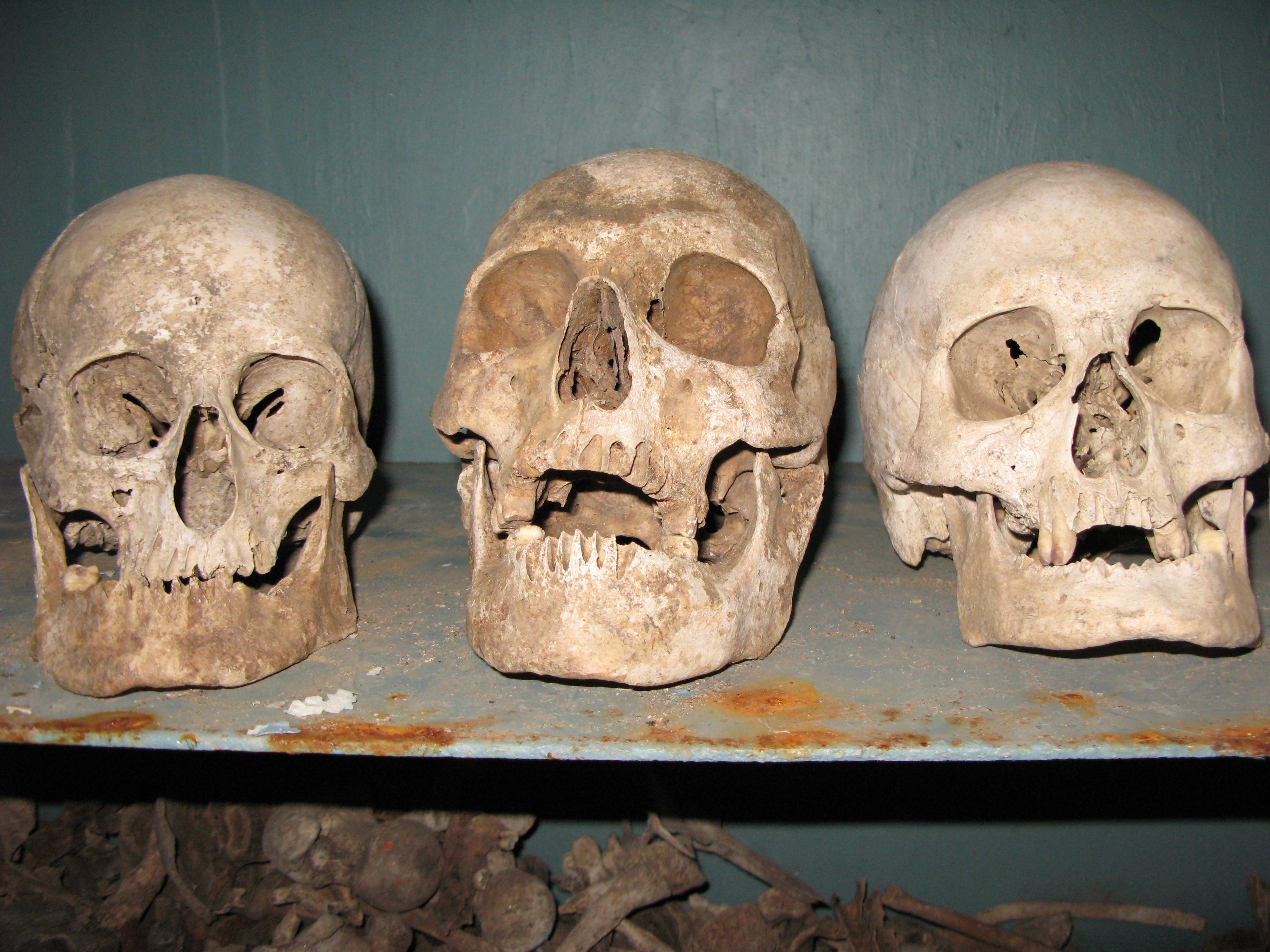
Restos dos caídos
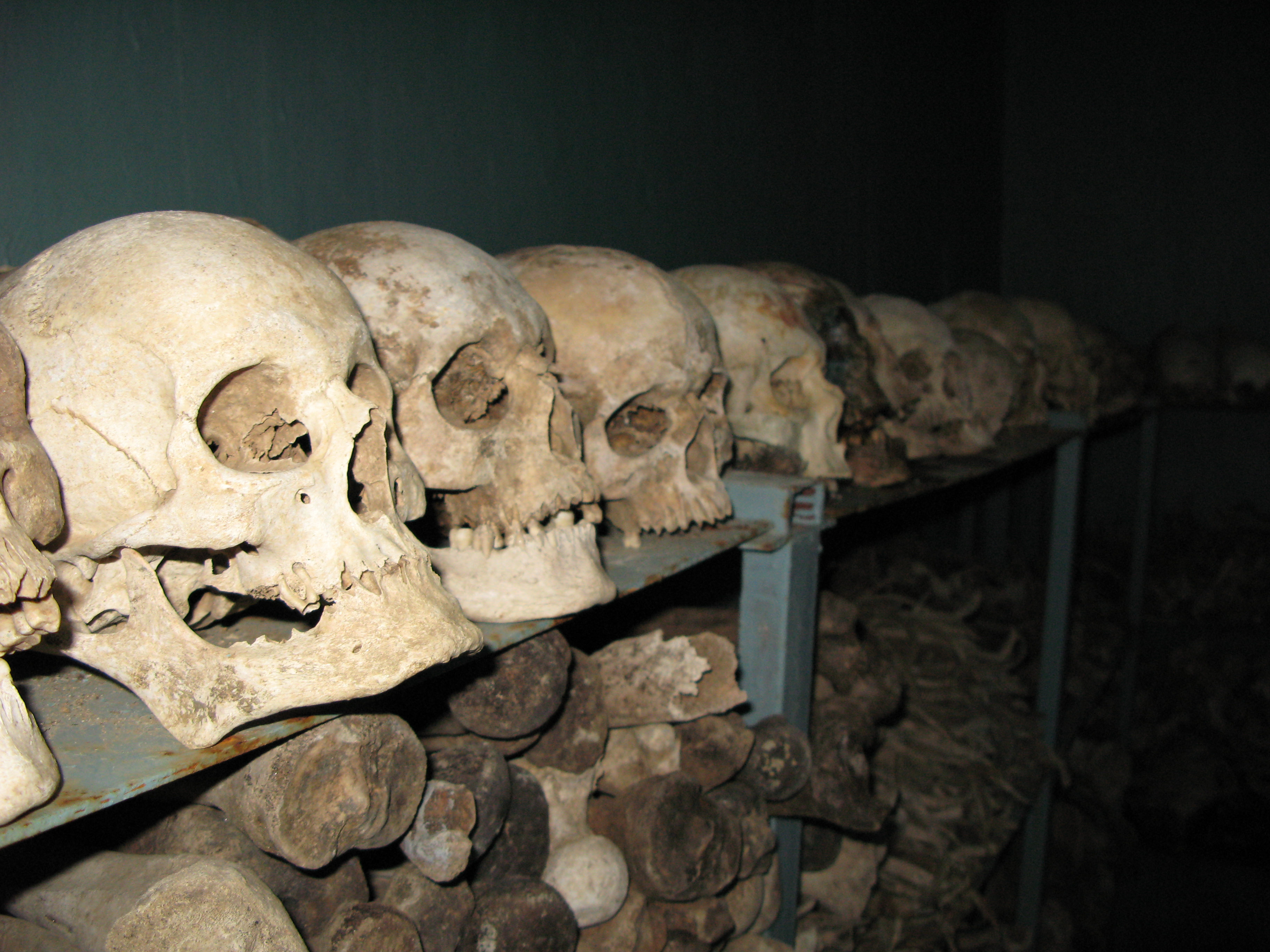
Restos dos caídos